# Anarrhinum bellidifolium
Anarrhinum bellidifolium är en grobladsväxtart. Anarrhinum bellidifolium ingår i släktet gapmunnar, och familjen grobladsväxter.

## Underarter
Arten delas in i följande underarter:
- A. b. bellidifolium
- A. b. laxiflorum

## Bildgalleri

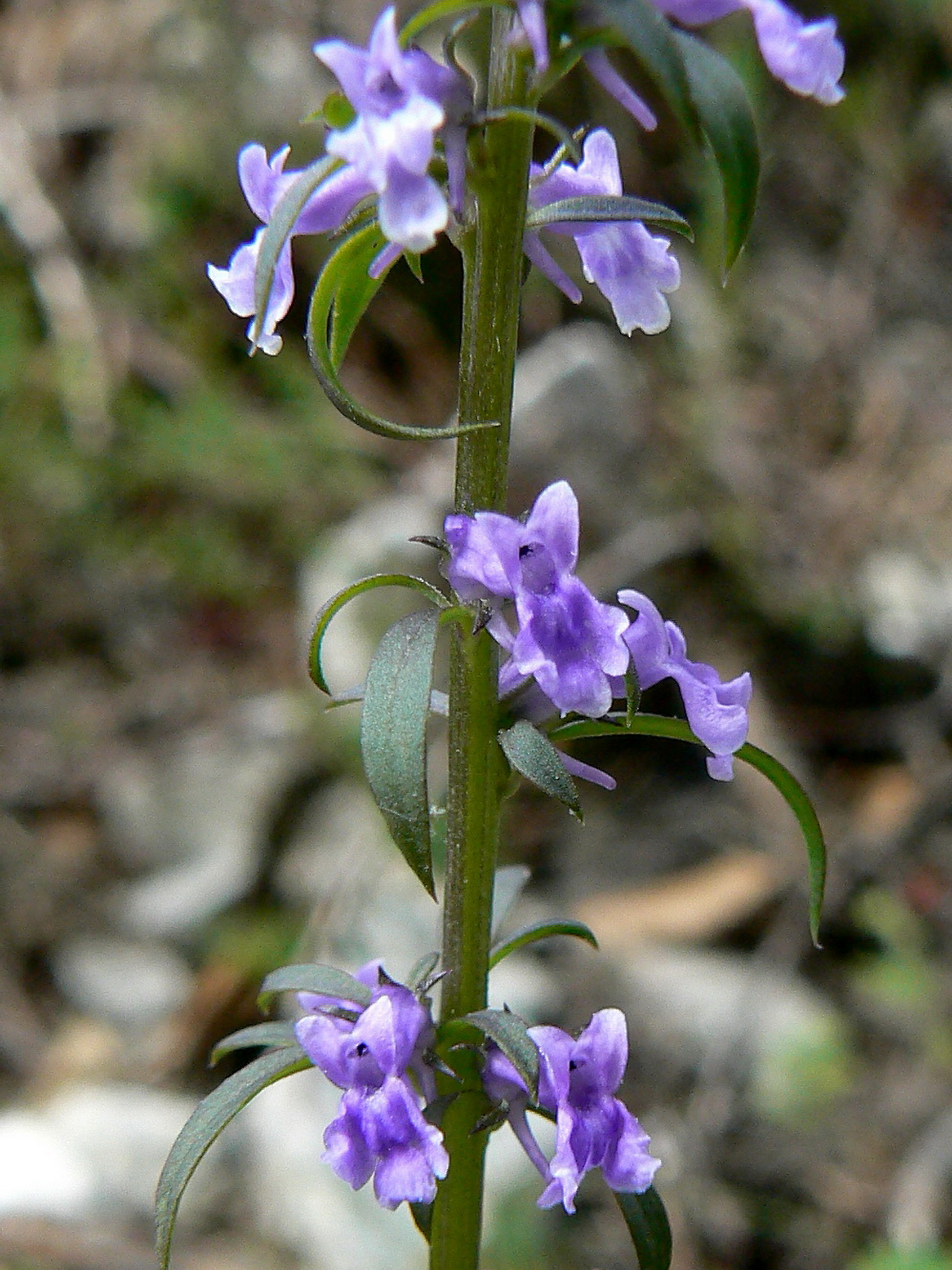
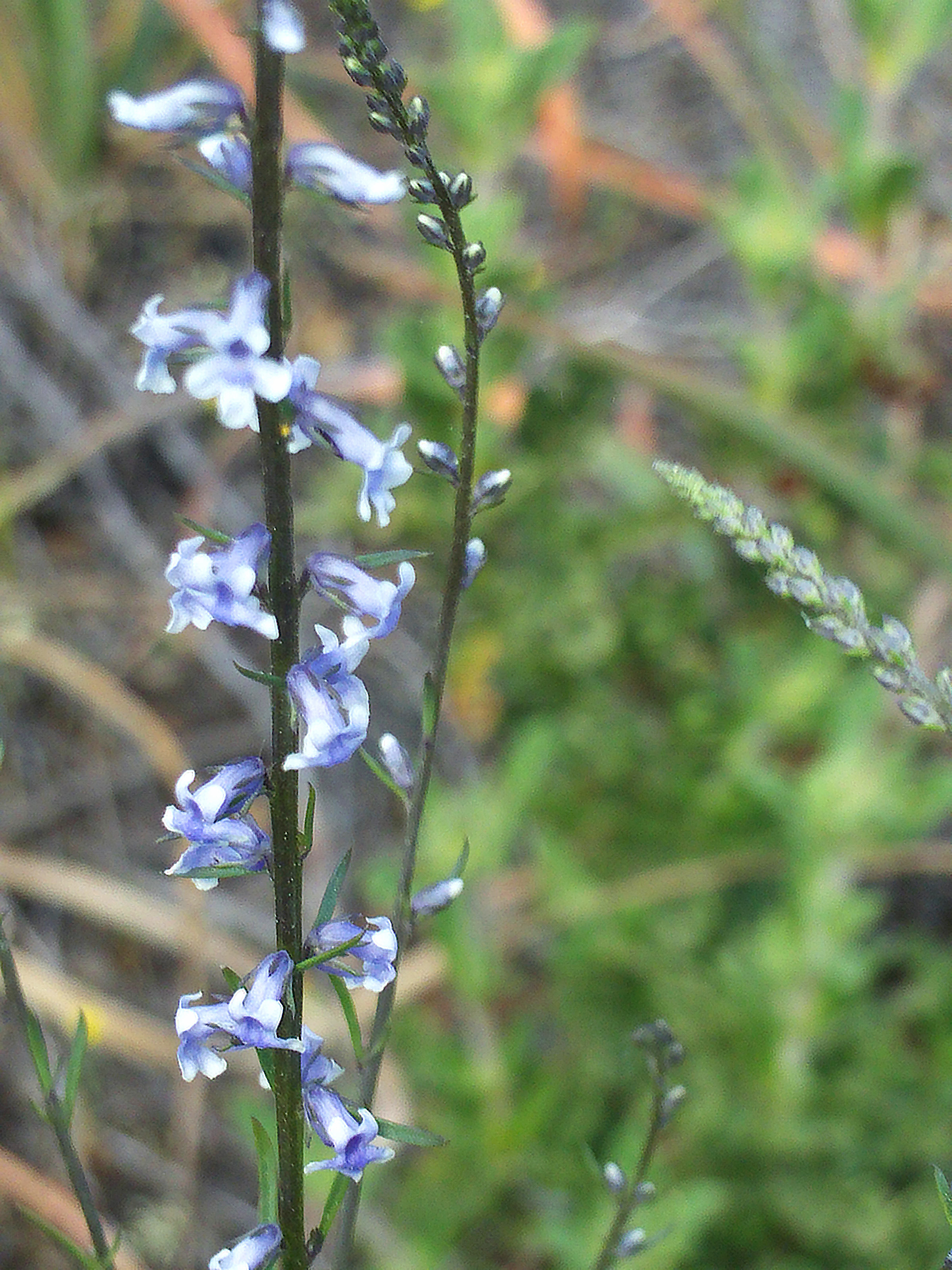
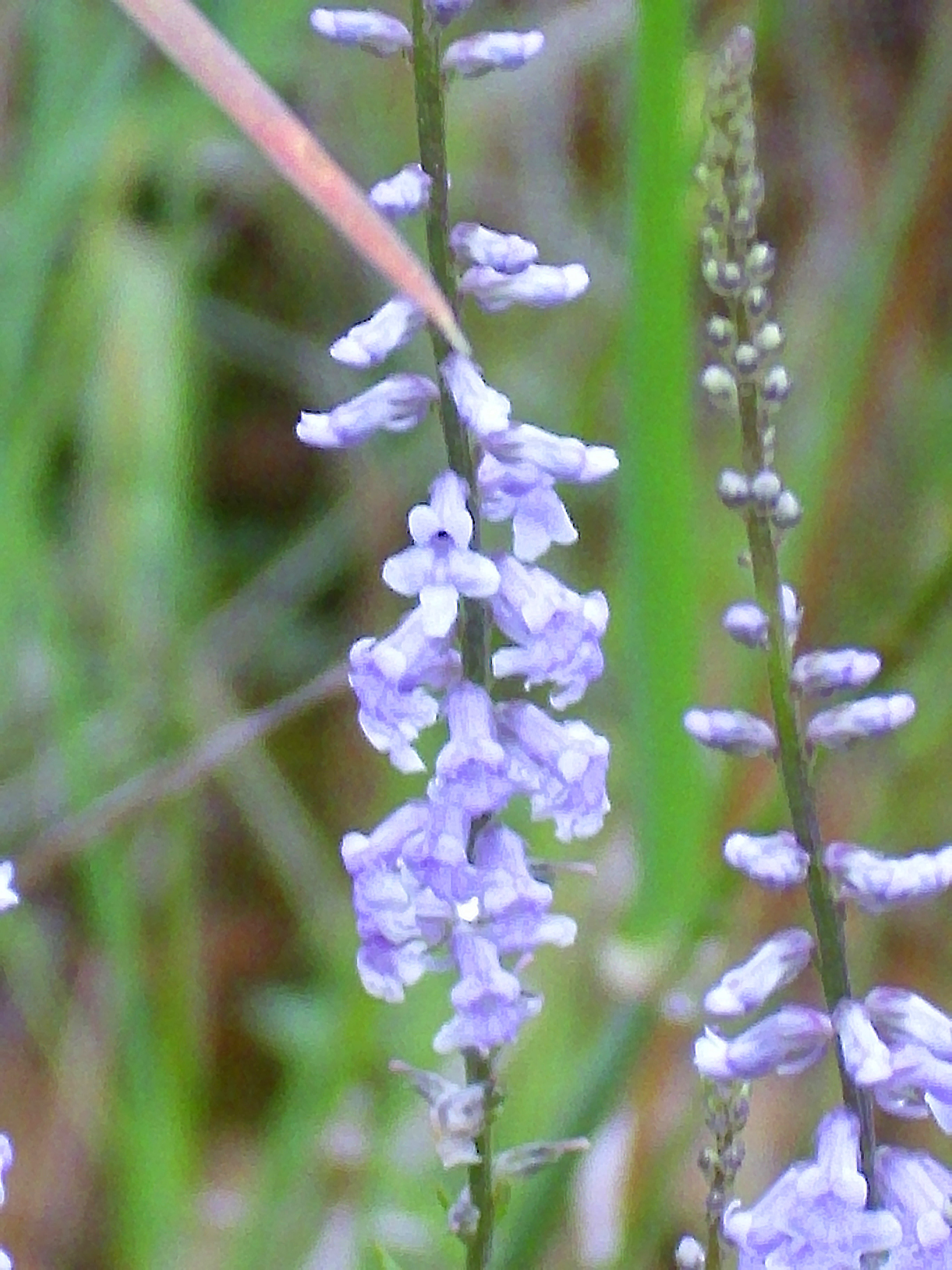
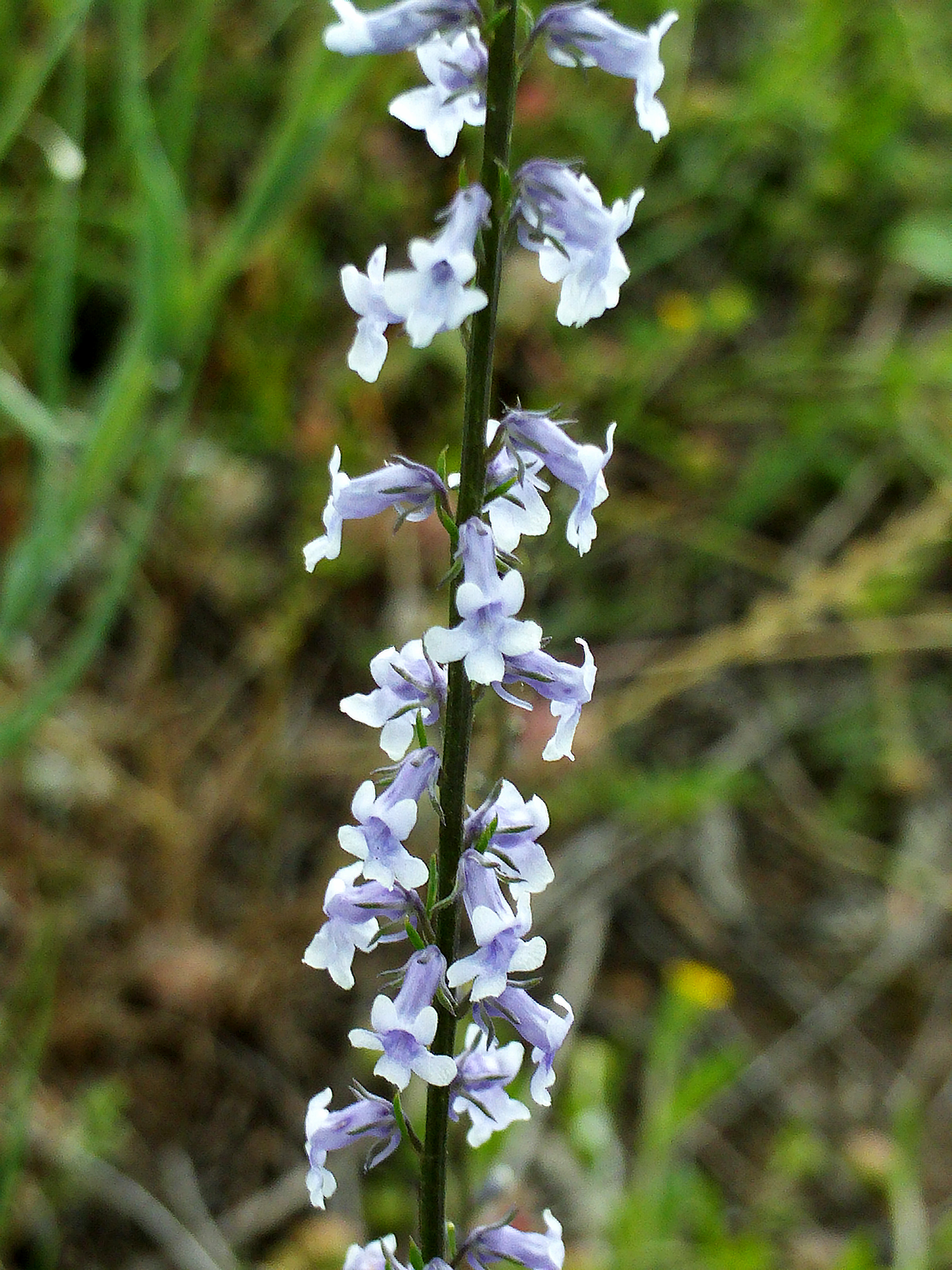
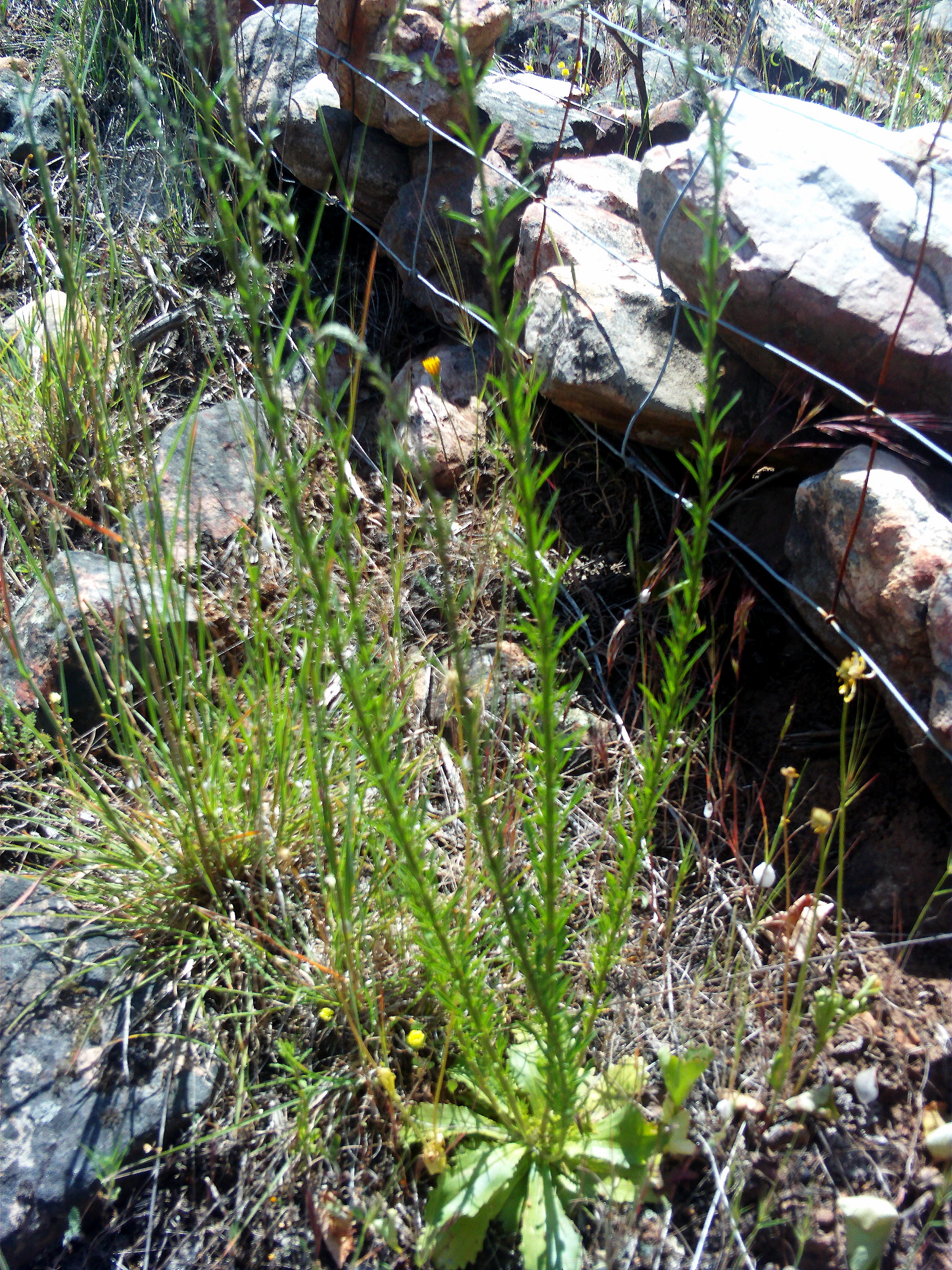
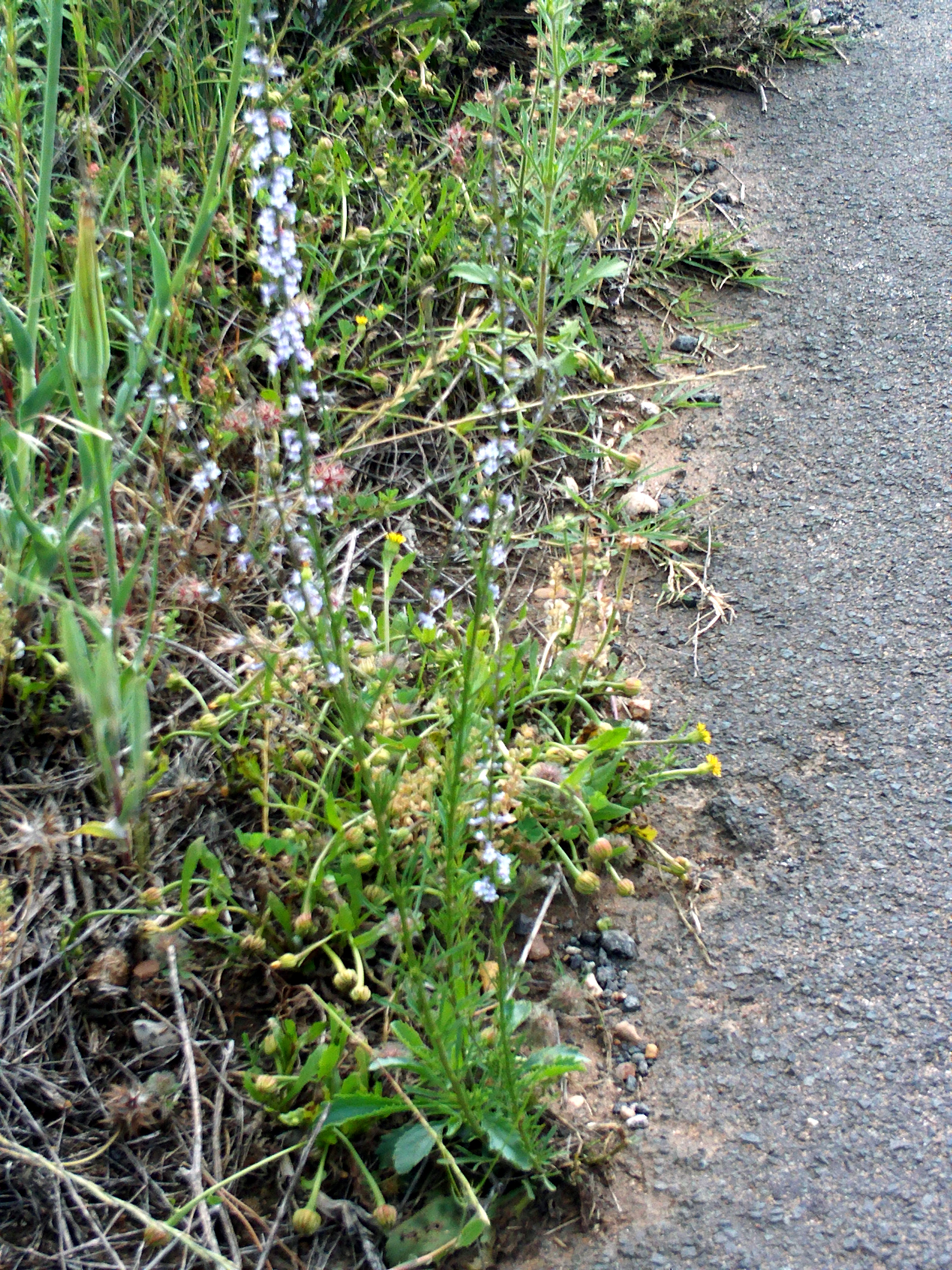